# Patricia Mangan
Patricia "Tricia" Mangan (ur. 7 marca 1997 w Buffalo) – amerykańska narciarka alpejska, olimpijka z Pjongczangu 2018 i z Pekinu 2022.

## Wyniki
| Impreza                     | Rok  | Gospodarz          | slalom | slalom gigant | supergigant | superkombinacja | zjazd | drużynowo |
| --------------------------- | ---- | ------------------ | ------ | ------------- | ----------- | --------------- | ----- | --------- |
| Igrzyska olimpijskie        | 2018 | Pjongczang         | –      | DNF           | –           | –               | –     | 9         |
| Igrzyska olimpijskie        | 2022 | Pekin              | –      | –             | –           | 11              | –     | –         |
| Mistrzostwa świata          | 2023 | Courchevel/Méribel | –      | –             | DNF         | DNF             | 23    | –         |
| Mistrzostwa świata juniorów | 2015 | Hafjell            | DSQ    | DNF           | DNF         | DNF             | –     | –         |
| Mistrzostwa świata juniorów | 2016 | Soczi              | 14     | DNF           | 19          | 7               | 33    | –         |
| Mistrzostwa świata juniorów | 2017 | Åre                | DNF    | DSQ           | DNF         | 16              | DSQ   | –         |
| Mistrzostwa świata juniorów | 2018 | Davos              | DNF    | DNF           | 4           | DNF             | –     | –         |